# صيام صيام (مسلسل)
صيام صيام مسلسل درامي مصري، أنتج عام 1980 من إخراج محمد فاضل (مخرج) وتمثيل فردوس عبد الحميد ويحيى الفخراني وآثار الحكيم ويوسف وهبي وغيرهم.

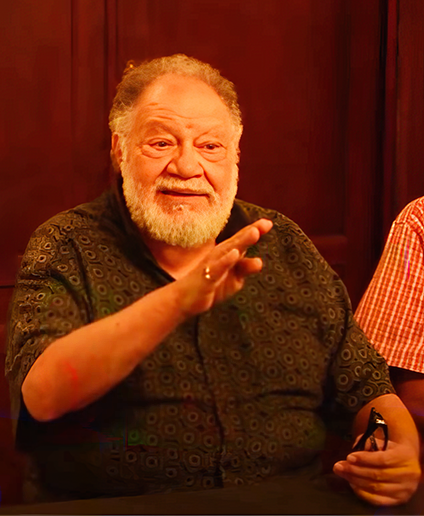
يحيى الفخراني في دور صيام عبد الحميد

## القصة
الصوم عن الطعام ليس هو كل الصيام، هذا ما يوضحه المسلسل من خلال الاستاذ صيام الذي يعدل كل يوم سلوك خاطئ من سلوكياته المرتبطة بالصيام والمكملة له كفرض ومنها نتعرف على قيمة الصيام والحكمة الإلهية من فرضه وتحديد مواقيته.